# 小宮けい
小宮 けい（こみや けい、4月29日 - ）は、日本の女性声優。大韓民国出身。81プロデュース所属。

## 経歴
2020年4月1日付で81プロデュース所属。

## 人物
言語は英語、韓国語。
趣味・特技は歌唱、創作作業（絵・小説・物作り)、映画・海外ドラマ・アニメ鑑賞・描画（風景画・生物画・静物画・イラスト)、文筆、PCタイピング、共感覚。

## 出演

### ゲーム
- レインボーシックス シージ（チョンサ）

### オーディオブック
- されど罪人は竜と踊る0.5（ティトー、パンハイマ 他）

### 吹き替え

#### 映画
- ハート・オブ・ザ・ハンター
- リトル・シークレット・イン・クリスマス（ホリー、ツリー少年、星の少年 他）
- レプタイル -蜥蜴-

#### ドラマ
- Walker/ウォーカー シーズン2
- NCIS 〜ネイビー犯罪捜査班シーズン17（ビヴァリー、アレン 他）
- ハロー、トゥモロー!（フィリス、ジュールズ、シャイナ 他）
- リトル・アメリカ（プリシア）

#### テレビ番組
- ジェレミー・クラークソン 農家になる （ジョージア・クレイグ　他）

#### アニメ
- パディントンの冒険（ソフィア 他）

### ボイスオーバー
- フードタスティック!ディズニーフード対決